# Diplycosia luzonica
Diplycosia luzonica là một loài thực vật có hoa trong họ Thạch nam. Loài này được (A.Gray) Merr. mô tả khoa học đầu tiên năm 1907.